# Bundesamt für Umwelt

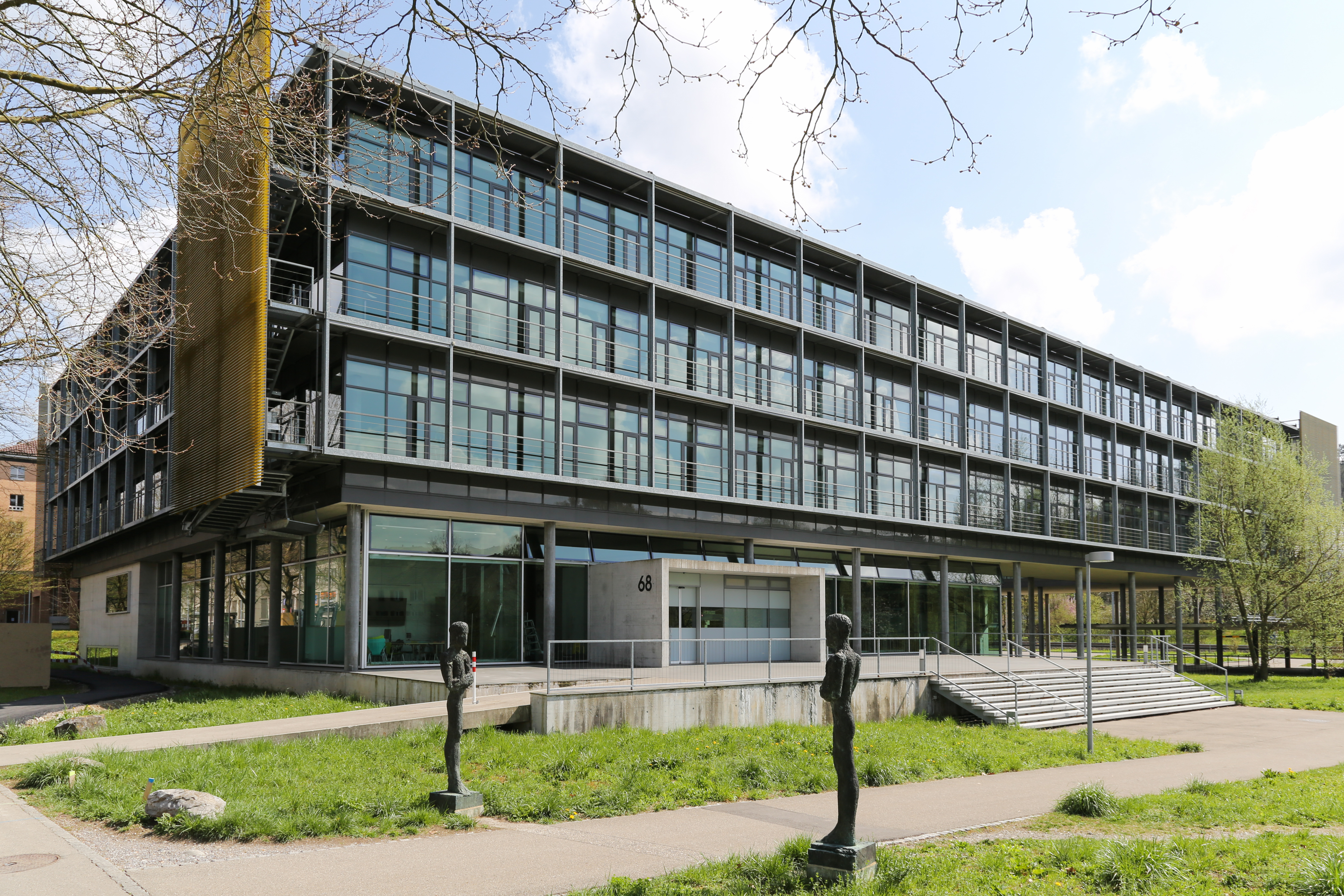
Hauptsitz an der Worblentalstrasse 68 in Ittigen

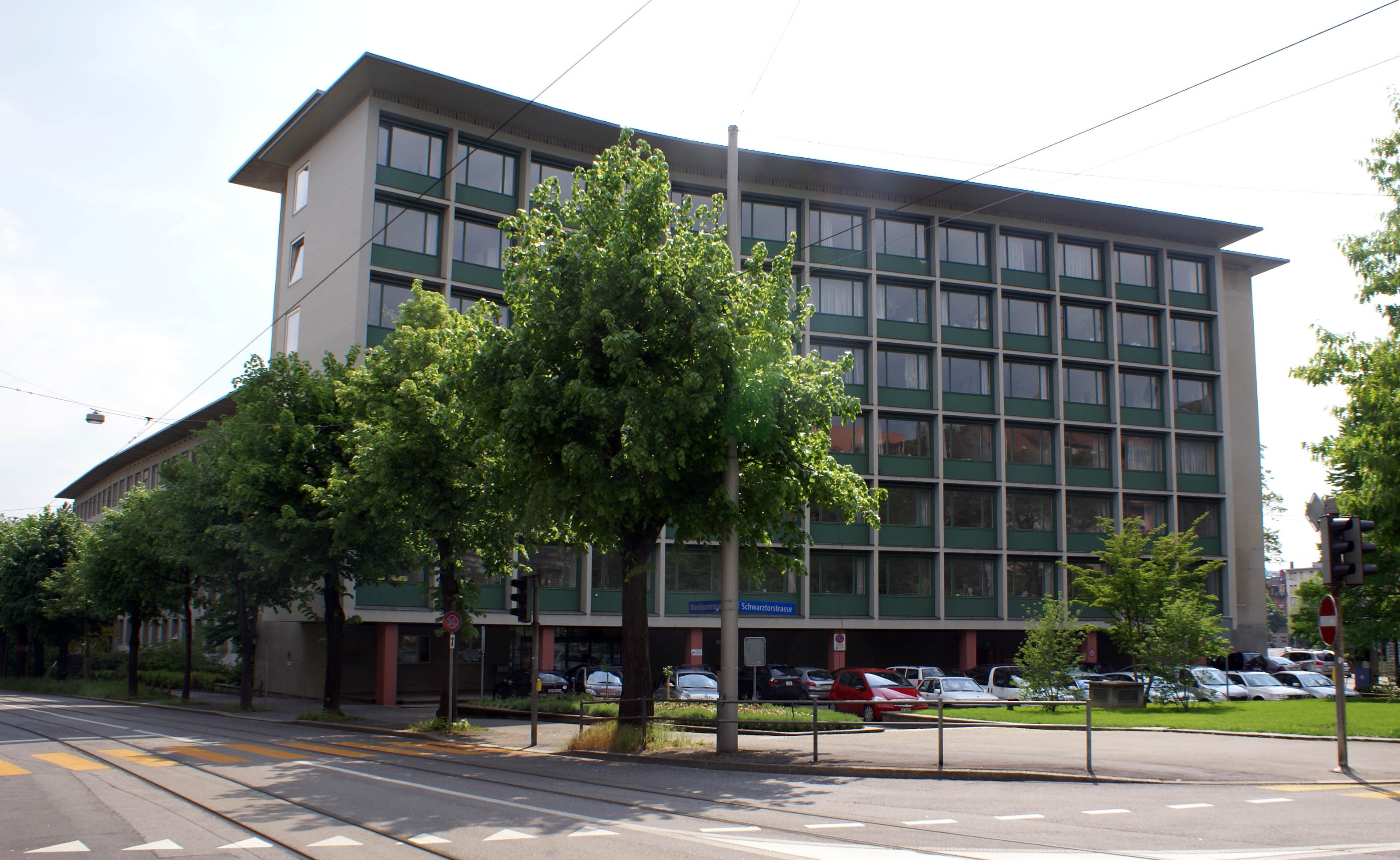
Gebäude an der Monbijoustrasse 40 in Bern (seit 2022)

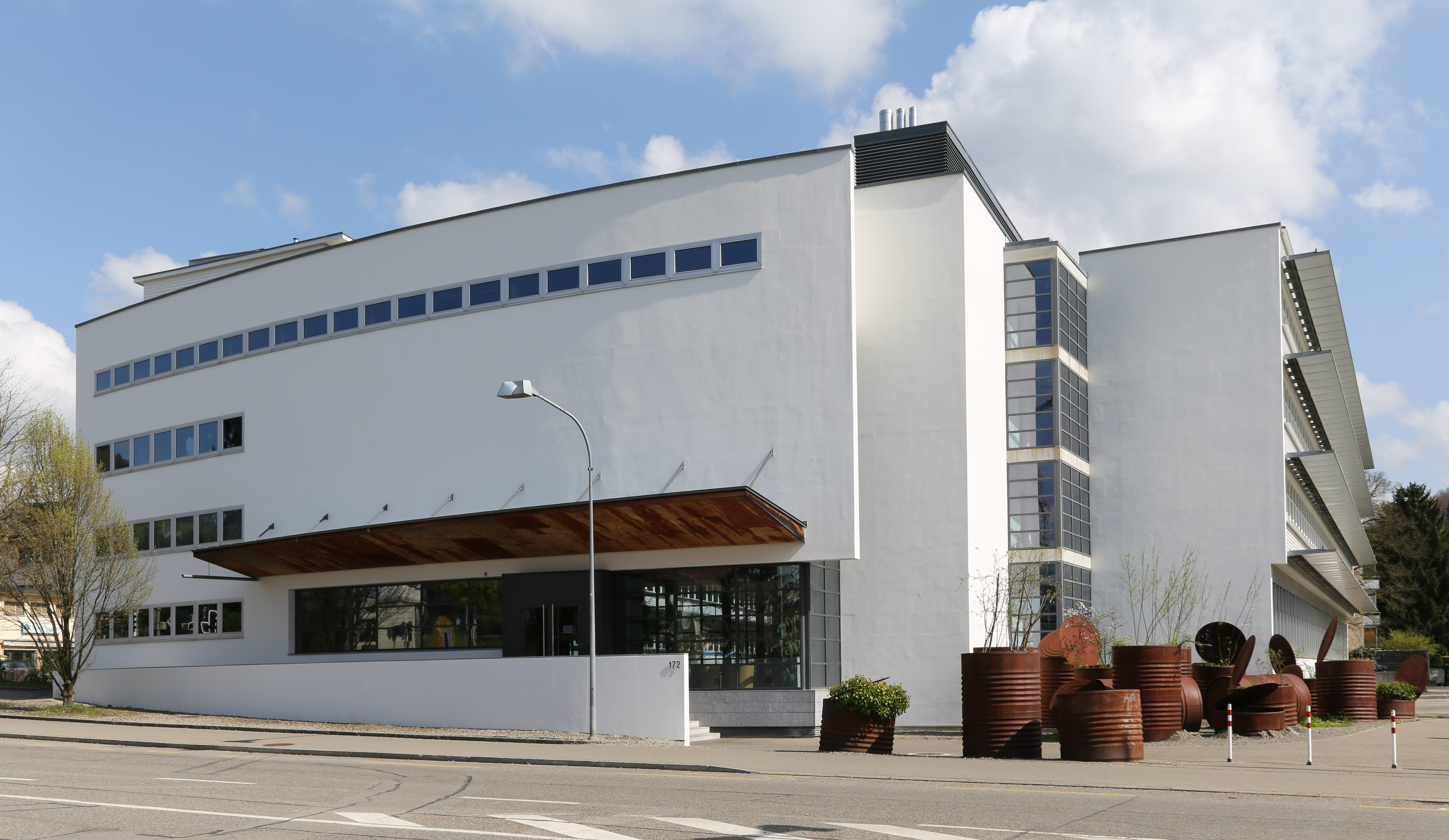
Gebäude an der Papiermühlestrasse 172 (bis Frühjahr 2022)

Das Bundesamt für Umwelt (BAFU, französisch Office fédéral de l’environnement OFEV, italienisch Ufficio federale dell’ambiente UFAM, rätoromanisch Uffizi federal d’ambient UFAM) ist eine Bundesbehörde der Schweizerischen Eidgenossenschaft. Es ist die Umweltfachstelle der Schweiz und gehört zum Eidgenössischen Departement für Umwelt, Verkehr, Energie und Kommunikation UVEK.

## Geschichte
1971 wurde das Bundesamt für Umweltschutz (BUS) gegründet. 1989 wurde es nach der Fusion mit dem Bundesamt für Forstwesen und Landschaftsschutz (BFL) in Bundesamt für Umwelt, Wald und Landschaft (BUWAL) umbenannt. Am 1. Januar 2006 entstand aus dem BUWAL und grossen Teilen des Bundesamts für Wasser und Geologie (BWG) das heutige Bundesamt für Umwelt (BAFU).

## Aufgaben
Das BAFU ist die Fachbehörde für die Umwelt. Es ist zuständig für die nachhaltige Nutzung der natürlichen Ressourcen sowie für den Schutz des Menschen vor Naturgefahren und den Schutz der Umwelt vor übermässigen Belastungen.
Gestützt auf die Nachhaltigkeitsstrategie des Eidgenössischen Departements für Umwelt, Verkehr, Energie und Kommunikation, verfolgt das BAFU folgende Ziele:
- langfristige Erhaltung und nachhaltige Nutzung der natürlichen Ressourcen (Boden, Wasser, Wald, Luft, Klima, biologische und landschaftliche Vielfalt) und Behebung bestehender Beeinträchtigungen;
- Schutz des Menschen vor übermässiger Belastung (Lärm, schädliche Organismen und Stoffe, nichtionisierende Strahlung, Abfälle, Altlasten und Störfälle);
- Schutz des Menschen und erheblicher Sachwerte vor hydrologischen und geologischen Gefahren (Hochwasser, Erdbeben, Lawinen, Rutschungen, Erosionen und Steinschlag).

Um diese Ziele zu erreichen, hat das BAFU folgende Aufgaben:
- Beobachten der Umwelt als Grundlage der Ressourcenbewirtschaftung;
- Vorbereiten von Entscheiden für eine umfassende und kohärente Politik der nachhaltigen Bewirtschaftung der natürlichen Ressourcen sowie der Gefahrenprävention;
- Umsetzen der gesetzlichen Grundlagen, Unterstützen der Vollzugspartner sowie Informieren über den Zustand der Umwelt und die Möglichkeit, die natürlichen Ressourcen zu nutzen und zu schützen.

## Direktoren
- Katrin Schneeberger (seit September 2020)[3]
- Christine Hofmann (interimistische Direktorin Februar bis August 2020)[4]
- Marc Chardonnens (April 2016–Januar 2020)[5][6]
- Bruno Oberle (2005–2015)[7]
- Philippe Roch (1992–2005)[8]
- Bruno Böhlen (1985–1992)[9]
- Rodolfo Pedroli (1975–1985)[10]
- Friedrich Baldinger (1971–1975)[11]

## Personalbestand ab 2001
| Jahr | Vollzeitstellen |
| ---- | --------------- |
| 2001 | 258             |
| 2002 | 280             |
| 2003 | 280             |
| 2004 | 275             |
| 2005 | 272             |
| 2006 | 357             |
| 2007 | 361             |
| 2008 | 386             |
| 2009 | 398             |
| 2010 | 422             |
| 2011 | 408             |
| 2012 | 422             |
| 2013 | 445             |
| 2014 | 472             |
| 2015 | 481             |
| 2016 | 503             |
| 2017 | 486             |
| 2018 | 483             |
| 2019 | 493             |
| 2020 | 513             |
| 2021 | 513             |
| 2022 | 529             |
| 2023 | 551             |
| 2024 | 557             |